# Regelinda
Regelinda (ook Reginlind of Regilinde) (gestorven 958) werd door haar eerste huwelijk met Burchard II hertogin van Zwaben. 
Zij was de dochter van graaf Everhard I van Zürichgouw uit het geslacht van de Eberhardingen. Na de dood van haar eerste echtgenoot trad zij in 926 voor de tweede keer in het huwelijk, nu met de nieuw benoemde hertog, Herman I van Zwaben.